# Uri Malmilian
Uri Malmalian (Gerusalemme, 24 aprile 1957) è un allenatore di calcio ed ex calciatore israeliano, di ruolo centrocampista.

## Carriera
Fu calciatore israeliano dell'anno nel 1976 e nel 1987.

## Palmarès

### Giocatore

#### Club
- Campionato israeliano: 2

Beitar Gerusalemme: 1986-1987
Maccabi Tel Aviv: 1991-1992
- Coppa d'Israele: 4

Beitar Gerusalemme: 1975-1976, 1978-1979, 1984-1985, 1985-1986

#### Individuale
- Capocannoniere del campionato israeliano: 2

1985-1986 (14 reti),  1989-1990 (16 reti)